# Église Notre-Dame du Vivier
L'église Notre-Dame du Vivier est une église catholique en ruines située à Sées, en France.

## Localisation
Les vestiges de l'église sont situés dans le département français de l'Orne, à Sées, rue du Vivier.

## Historique
L'édifice aurait été le premier oratoire de saint Latuin, reconstruit au XIIIe siècle.
L'église est détruite pendant la Révolution française.
L'édifice est inscrit au titre des monuments historiques depuis le 3 juillet 1975.

## Architecture
Les vestiges des murs latéraux des deux nefs et le chevet sont conservés et sont de style gothique.